# مقاطعة غيلان غرب
مقاطعة غيلانغرب (بالفارسية: شهرستان گیلانغرب) هي مقاطعة تقع في كرمانشاه في إيران. يقدر عدد سكانها بـ 60,671 نسمة .